# Taruga
Taruga é um gênero de anfíbios da família Rhacophoridae.
As seguintes espécies são reconhecidas:
- Taruga eques (Günther, 1858)
- Taruga fastigo (Manamendra-Arachchi & Pethiyagoda, 2001)
- Taruga longinasus (Ahl, 1927)